# Armando Portillo
Armando Portillo Arellano (Ciudad de México, México, 11 de febrero de 1986). Es un futbolista mexicano que juega de centrocampista y su primer equipo fue el Santos Laguna.

## Clubes
| Club          | País   | Año    |
| ------------- | ------ | ------ |
| Santos Laguna | México | 2006 - |

## Palmarés

### Campeonatos nacionales
| Título                     | Club          | País   | Año  |
| -------------------------- | ------------- | ------ | ---- |
| Primera División de México | Santos Laguna | México | 2008 |
| Primera División de México | Santos Laguna | México | 2012 |